# NHL 17
NHL 17 est un jeu vidéo de hockey sur glace développé par EA Canada et édité par EA Sports. C'est le 26e opus de la série de jeux NHL et est sorti sur PlayStation 4 et Xbox One le 13 septembre 2016 en Amérique du Nord et le 15 septembre 2016 en Europe. Vladimir Tarasenko des Blues de Saint-Louis qui figure sur la couverture du jeu.

## Accueil
- Destructoid : 8/10[1]
- Electronic Gaming Monthly : 8,5/10[2]
- Game Informer : 7,25/10[3]
- Game Revolution : 4,5/5[4]
- GameSpot : 7/10[5]
- IGN : 8,4/10[6]
- Polygon : 7,5/10[7]